# Leucemia mielomonoblastica acuta
La leucemia mielomonoblastica acuta (LMMA) è un raro tipo di leucemia acuta, il quarto tipo più frequente di leucemia mieloide acuta. La proliferazione maligna coinvolge sia i mieloblasti che i monoblasti.

## Epidemiologia
La LMMA è un tumore relativamente raro con circa 8 casi ogni 1 000 000 di individui. Costituisce approssimativamente il 22% di tutte le leucemie mieloide acute, ed il 14% di tutte le leucemia mieloidi.
La LMMA pediatrica è la terza forma più frequente di leucemia pediatrica, tende ad avere una prognosi migliore rispetto alla stessa forma nell'età adulta e rispetto a molte forma di leucemia linfoblastica acuta; risultano esserci delle mutazioni genetiche che conseguono una prognosi migliore.

## Anatomia patologica
La LMMA è caratterizzata dall'avere i monoblasti ricchi di citoplasma e altamente basofilati i nucleoli sono di grandi dimensioni e molto densi. Ci possono essere anche delle mutazioni a carico degli eosinofili come nel caso della LMA-M4e.

## Classificazione
Le LMMA si classificano anche in base alla conta eosinofilica, si avranno dunque:

### LMA-M4
La forma tipica, con circa il 60% dei casi. Caratterizzata da una bassa o assente conta di eosinofili nel sangue periferico. Tende ad avere una prognosi migliore rispetto alla sua forma sorella.

### LMA-M4e
È la forma di LMMA caratterizzata da una alta conta di eosinofili, può essere dunque definita come leucemia mielomonocitica acuta ipereosinofilia. È il tipo meno comune di questa malattia con circa il 40% dei casi. Ha una prognosi leggermente maggiore, a parte un'alta conta di monociti e mielociti alla diagnosi deve essere anche presente una marcata eosinofilia idiopatica. Questo sottotipo comporta dei problemi a carico del sistema cardiovascolare.

## Trattamento
Il trattamento per la LMMA è analogo a quello delle altre forme di leucemia mieloide acuta, ed è a base di chemioterapia e trapianto di cellule staminali ematopoietiche, tuttavia sono in via di sperimentazione terapie biologiche non a base di agenti antiblastici in grado di portare i mieloblasti e i monoblasti verso un grado maturativo maggiore.

## Prognosi
La prognosi per la LMMA è pressappoco uguale a quella delle altre forme di LMA, oscilla attorno al 45-50% a 5 anni negli adulti, ma nei bambini e negli adolescenti tocca picchi dell'80% risultando essere tra le forme di leucemie trattate con maggior successo.